# Torre degli Uguzzoni

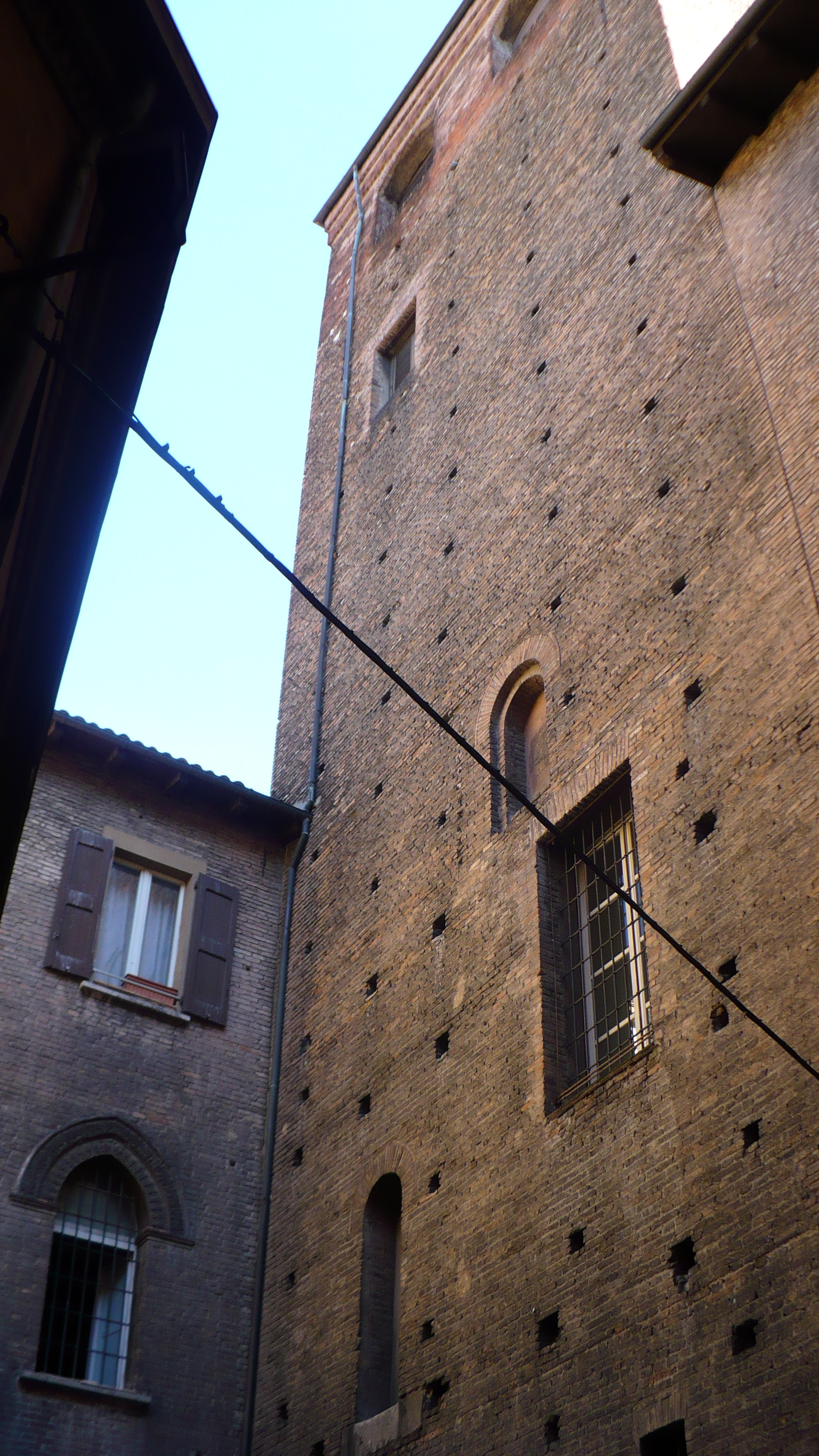
Torre degli Uguzzoni

Die Torre degli Uguzzoni ist einer der etwa 20 Geschlechtertürme, die es noch im historischen Zentrum von Bologna in der italienischen Region Emilia-Romagna gibt.

## Beschreibung
Der Turm steht an der Ecke von Vicolo Mandria und Vicolo Tubertini, also an einer der interessantesten und malerischsten Ecken von Bologna, die eine Atmosphäre mittelalterlichen Geschmacks hervorzurufen weiß und bietet eine, wenn auch blasse, Vorstellung davon, wie das Gesicht der Altstadt einst ausgesehen haben muss.
Der Ende des 12. oder Anfang des 13. Jahrhunderts errichtete Turm ist 32 Meter hoch und hat eine fast quadratische Grundfläche von 10,06 Meter × 9,65 Meter. Seine Basis, deren Mauern 1,61 Meter dick sind, wurde später mit zwei Reihen von Selenitblöcken (drei pro Seite) verkleidet; sie sind bündig mit den Mauern und nicht, wie bei anderen zeitgenössischen Türmen, in Anschrägung verlegt. Die Spitze des Turmes wurde zwischen dem 17. und 18. Jahrhundert in einen Söller umgewandelt, indem man große, quadratische Öffnungen in den Mauern anbrachte. In der Turmbasis ist die originale, schmale Tür mit einem Spitzbogen darüber erhalten und weiter oben zwei alte Rundbogenfenster. Die Existenz dieser beiden Fenster, die nicht in einer Achse mit der Eingangstür liegen, vereinigt in der reduzierten Dicke der Mauern, zeigt an, dass es sich tatsächlich um einen Wohnturm handelt, also ein Gebäude, das explizit für Wohnzwecke ausgerüstet war. Über dem unteren Fenster gibt es fünf große Balkenöffnungen, in denen die Holzbalken des Balkons angebracht waren, der den Turm mit den angrenzenden Gebäuden verband. Später wurden weitere Fenster an dem Turm angebracht, um die Räume im Inneren zu belichten, in denen heute die Büros der Credito Romagnolo untergebracht sind, der der Turm und die angrenzenden Gebäude seit Anfang des 20. Jahrhunderts gehören.

## Geschichte
Die Uguzzonis waren ghibellinische Adlige, die sich im 12. Jahrhundert als Nebenlinie der Guarinis entwickelten. Guido Uguzzoni war Konsul der Stadt Bologna. 1272 übernahmen die Mitglieder der Familie einen Sitz im Ältestenrat der Stadt, den sie bis 1363 behielten. Einige Jahre später, 1367, fielen der Turm und die angrenzenden Häuser an die Ludovisis, später an die Tubertinis und an andere private Eigentümer in der Stadt, bis Credito Romagnolo das Anwesen erwarb.